# 9.0 Live
A 9.0 Live a Slipknot együttes első koncertlemeze, melyet a 2005-ös Final Volume Tour után adtak ki. A lemezt több városban (Tokió, Oszaka, Szingapúr, Las Vegas) adott koncert hanganyagából rakták össze. A két CD-n szerepel az eddig élőben korábban soha nem játszott Skin Ticket, valamint az ugyancsak mellőzött The Nameless, ami ez alkalommal komolyabb szerepet is kapott, mivel összevágtak hozzá egy klipet is. Ezek mellett az együttes szinte összes koncertszáma szerepel a CD-ken.

## Számcímek
CD 1:
1. The Blister Exists
2. (sic)
3. Disasterpiece
4. Before I Forget
5. Left Behind
6. Liberate
7. Vermillion
8. Pulse of the Maggots
9. Purity
10. Eyeless
11. Drum Solo
12. Eeyore

CD 2:
1. Three Nil
2. The Nameless
3. Skin Ticket
4. Everything Ends
5. Iowa
6. The Heretic Anthem
7. Duality
8. Spit It Out
9. People = Shit
10. Get This
11. Wait and Bleed
12. Surfacing

## Közreműködők
- Sid Wilson #0 – DJ
- Joey Jordison #1 – Dobok
- Paul Gray #2 – Basszusgitár
- Chris Fehn #3 – Ütőhangszerek, háttérvokál
- James Root #4 – Gitár
- Craig Jones "133" #5 – Sampler
- Shawn „Clown” Crahan #6 – Ütőhangszerek, háttérvokál
- Mick Thomson #7 – Gitár
- Corey Taylor #8 – Ének